# Xylotrechus cinerascens
Xylotrechus cinerascens là một loài bọ cánh cứng trong họ Cerambycidae.